# The History of Middle-earth
The History of Middle-earth (český překlad by byl Dějiny Středozemě) je dvanáctidílná série knih shrnujících a analyzujících rukopisy, strojopisy, mapy a náčrty J. R. R. Tolkiena týkající se Silmarillionu a Pána prstenů.
| Číslo | Originální název                 | Překlad (viz poznámku pod tabulkou) | Podtitul                                        |
| ----- | -------------------------------- | ----------------------------------- | ----------------------------------------------- |
| 1.    | The Book of Lost Tales 1         | Kniha ztracených pověstí - část 1   |                                                 |
| 2.    | The Book of Lost Tales 2         | Kniha ztracených pověstí - část 2   |                                                 |
| 3.    | The Lays of Beleriand            | Balady Beleriandu                   |                                                 |
| 4.    | The Shaping of Middle-earth      | Utváření Středozemě                 |                                                 |
| 5.    | The Lost Road and Other Writings | Ztracená cesta a další spisy        |                                                 |
| 6.    | The Return of the Shadow         | Návrat stínu                        | The History of The Lord of the Rings - volume 1 |
| 7.    | The Treason of Isengard          | Zrada Železného pasu                | The History of The Lord of the Rings - volume 2 |
| 8.    | The War of the Ring              | Válka o Prsten                      | The History of The Lord of the Rings - volume 3 |
| 9.    | Sauron Defeated                  | Sauron poražen                      | The History of The Lord of the Rings - volume 4 |
| 10.   | Morgoth's Ring                   | Morgothův prsten                    | The Later Silmarillion - volume 1               |
| 11.   | The War of the Jewels            | Válka o Klenoty                     | The Later Silmarillion - volume 2               |
| 12.   | The Peoples of Middle-earth      | Národy Středozemě                   |                                                 |

Poznámka: Uvedené překlady názvů kromě Knihy ztracených pověstí - část 1 jsou pouze orientační. Daná díla nevyšla v českém překladu.

## Kniha Ztracených pověstí I.
První svazek série The History of Middle-earth vyšel i v českém překladu. Obsahuje nejranější verzi příběhů Silmarillionu, kterou Tolkien napsal v letech 1916 a 1917, napsanou jako vyprávění elfů lidskému mořeplavci, kterému říkají Eriol. V této knize je dovedena jen po návrat Noldor (Gnómů) do Středozemě a příchod lidí.
Kapitoly:
- Dům ztracených her - rámcový příběh.
- Hudba Ainur - První verze Silmarillionské Ainulindalë.
- O příchodu Valar a stavbě Valinoru - První verze Valaquenty a prvních kapitol Quenty Silmarillion.
- Přikování Melka - Příběh o první válce Valar a Melka (pozdějšího Melkora).
- O příchodu elfů a stavbě Kôru - Příběh o Velké cestě Eldar. Kôr je původní název Tirionu na návrší Túna.
- Zločin Melkův a zatmění Valinoru
- Útěk Noldoli - Noldoli jsou pozdější Noldor.
- Příběh o Slunci a Měsíci
- Ukrytí Valinoru
- Příběh Gilfanonův: utrpení Noldoli a příchod lidí - Příběh z větší části nedokončený, pouze nástiny příběhu.

## The Book of Lost Tales 2
Nejranější verze příběhů, které byly později zpracovány ve větším rozsahu, zejména následujících:
- O Berenovi a Lúthien (The Tale of Tinúviel)
- O Túrinu Turambarovi (Turambar and the Foalókë)
- O Tuorovi a pádu Gondolinu (The Fall of Gondolin)
- O zkáze Doriathu (The Nauglafring)
- O Eärendilově plavbě a Válce hněvu (The Tale of Eärendel)

## The Lays of Beleriand
Rozsáhlé zpěvy v aliteračních verších představující další verzi některých příběhů:
- O Túrinu Turambarovi: The Lay of the Children of Húrin
- různé příběhy: Poems early abandoned
- O Berenovi a Lúthien: The Lay of Leithian, The Lay of Leithian recommenced (pozdější)

## The Shaping of Middle-earth
I. Prose fragments following the Lost TalesKrátké texty o Tuorovi a Gondolinu a Útěku Noldor.
II. The earliest 'Silmarillion'Velmi stručné shrnutí legendária, které mělo sloužit jako podklad pro příběh Túrina Turambara (The Lay of Children of Húrin).
III. The QuentaJediná samotným Tolkienem dokončená verze Quenty Silmarillion. Pravděpodobně vznikla přepracováním a rozšířením shrnutí v kapitole II.
IV. The First 'Silmarillion' MapPrvní Tolkienova mapa Beleriandu.
V. The AmbarkantaPojednání o podobě světa v prvním věku.
VI. The Earliest Annals of ValinorPrvní letopis Valinoru.
VII. The Earliest Annals of BeleriandPrvní letopis Beleriandu.

## The Return of the Shadow
ForewordPředmluva.

### The First Phase (První fáze)
I. A Long-Expected PartyVývoj kapitoly Dlouho očekávaný dýchánek - existuje celkem šest úplně dochovaných verzí.
II. From Hobbiton to the Woody EndPrvní verze cesty z Hobitína do setkání s Gildorem.
III. Of Gollum and the RingPrvní verze textů o Glumovi a Prstenu.
IV. To Maggot's Farm and BucklandPokračování cesty do Rádovska přes Červíkovu farmu.
V. The Old Forest and the WithywindlePrvní verze kapitoly o Starém hvozdu.
VI. Tom BombadilV kapitolách o Tomu Bombadilovi došlo jen k velmi málo změnám. Zde jsou původní verze částí textů, které byly změněny.
VII. The Barrow-wightRozbor vývoje kapitoly o cestě přes Mohylové vrchy.
VIII. Arrival at BreeVývoj kapitoly U Skákavého poníka.
IX. Trotter and the Journey to WeathertopVývoj setkání s Chodcem a cesty k Větrovu. Poznámka: Chodec (angl. Strider) se v této fázi jmenoval Trotter (česky by bylo Klusák).
X. The Attack on WeathertopVývoj kapitoly o napadení na Větrově.
XI. From Weathertop to the FordVývoj kapitoly Útěk k Brodu.
XII. At RivendellNejranější texty týkající se rozhovoru Froda s Gandalfem a Glóinem.
XIII. 'Queries and Alterations'Soubor poznámek důležitých pro další vývoj Pána prstenů.

### The Second Phase (Druhá fáze)
XIV. Return to HobbitonDalší verze Dlouho očekávaného dýchánku.
XV. Ancient HistoryNová verze kapitoly, která začala jako Of Gollum and the Ring.
XVI. Delays are DangerousVývoj kapitoly Tři dělají společnost.
XVII. A Short Cut to MushroomsVývoj kapitoly Zkratka na houby.
XVIII. Again from Buckland to the WithywindleNový vývoj v kapitole Odhalené spiknutí a drobné změny v kapitolách o Tomu Bombadilovi a Mohylových vrších.

### The Third Phase (Třetí fáze)
XIX. The Third Phase (1)The Journey to Bree: První verze Prologu o hobitech a nový vývoj ve všech kapitolách od Dlouho očekávaného dýchánku po Mlha padá na Mohylové vrchy.
XX. The Third Phase (2)At the Sign of the Pracing Pony : Nová verze kapitoly U Skákavého Poníka.
XXI. The Third Phase (3)To Weathertop and Rivendell : Nový vývoj v kapitolách Chodec, Nůž ve tmě a Útěk k Brodu.
XXII. New Uncertainties and New ProjectionsDalší série Tolkienových poznámek.

### The Story Continued
XXIII. In the House of ElrondDalší fáze vývoje kapitol Mnohá setkání a Elrondova rada.
XXIV. The Ring Goes SouthPrvní verze kapitoly Prsten putuje k jihu.
XXV. The Mines of MoriaPrvní verze kapitoly Cesta tmou.

## The Treason of Isengard
Název „Zrada Železného pasu“ byl vybrán, protože tento název Tolkien navrhoval pro třetí knihu Pána prstenů (první knihu dílu Dvě věže).
ForewordPředmluva.
I. Gandalf's Delay„Gandalfovo zdržení“ – Rozvinutí zápletky s Gandalfovým zdržením (i když bez bližšího vysvětlení jeho příčiny), časová schémata a motivy putování dalších postav.
II. The Fourth Phase (1): From Hobbiton to Bree4. fáze revizí od první kapitoly až po kapitolu Mlha padá na Mohylové vrchy.
III. The Fourth Phase (2): From Bree to the Ford of Rivendel4. fáze revizí od kapitoly U skákavého poníka až po kapitolu Útěk k Brodu.
IV. Of Hamilcar, Gandalf, and SarumanZměny v kapitole Mnohá setkání vycházející z toho, že 4. fázi se zápletka 11. kapitoly Nůž ve tmě vyvinula tak, že hobit Hamilcar Bolger (předchůdce Cvalimíra Bulvy, anglicky Fatty Bolger) byl v Rádovsku unesen Černým jezdcem a později zachráněn Gandalfem. Frodo se v Roklince s Hamilcarem setkává a je zde ozřejmen pohyb jezdců a Gandalfa. Poprvé se objevuje Saruman (pod jménem Saramund) jakožto zrádný čaroděj a příčina Gandalfova zdržení.
V. Bilbo's Song at Rivendell: Enrrantry and ËarendilllinwëPostupné přetvoření básně Enrrantry („Toulky“) do Bilbovy básně v Roklince Ëarendilllinwë („Ëarendil byl námořník“).
VI. The Council of Elrond (1)Druhá, třetí a čtvrtá verze kapitoly Elrondova rada.
VII. The Council of Elrond (2)Pátá verze kapitoly Elrondova rada.
VIII. The Ring Goes SouthVývoj kapitoly Prsten putuje k jihu.
IX. The Mines of Moria (1): The Lord of MoriaRevize kapitoly dnes zvané Cesta tmou. Kresba západní brány Morie a text Balinova náhrobku.
X. The Mines of Moria (1): The BridgeÚpravy textu dnes tvořícího kapitolu Můstek v Khazad-dûm.
XI. The Story Foreseen from MoriaNáčrt zápletek jednotlivých postav až k závěru díla.
XII. LothlórienPrvní výpravná verze kapitoly Lothlórien, v rukopisu ještě spojená s následující.
XIII. GaladrielPrvní výpravná verze kapitoly Zrcadlo Galadriel.
XIV. Farewell to LórienVývoj kapitoly Loučení s Lórienem od osnov příběhu až k výpravné verzi. Nákres runy G u daru pro Sama. Poznámky ke jménu Elfkam (anglicky Elfstone).
XV. The First Map of The Lord of the RingsVývoj mapy dějiště knihy.
XVI. The Story Foreseen from LórienRozvinuta zápletka rozbití Společenstva. Rozvinuta zápletka zajetí Froda skřety v Mordoru. Kresba brány Minas Morgul.
XVII. The Great RiverVýpravná verze kapitoly Velká řeka. Poznámka k času v Lórienu.
XVIII. The Breaking of the FellowshipVýpravná verze kapitoly Rozbití Společenstva až k okamžiku přepadení skřety, přičemž část byla již vytvořena v kapitole XIV.
XIX. The Departure of BoromirVýpravná verze 1. kapitoly Dvou věží, zvané Boromir odchází. Skica scény rozbití společenstva.
XX. The Riders of RohanOsnova rozuzlení války. Výpravná verze kapitoly Jezdci Rohanu.
XXI. The Uruk-haiStručná verze kapitoly Skurut-hai.
XXII. TreebeardVývoj kapitoly Stromovous. Škrtnutá sekce, kde Stromovous vypráví o Tomu Bombadilovi.
XXIII. Notes on Various TopicsNěkteré otázky k dosavadnímu příběhu. Povaha čarodějů, návratu Gandalfa, vhodnosti ročního období, lingvistické otázky.
XXIV. The White RiderVýpravná verze kapitoly Bílý jezdec.
XXV. The Story Foreseen from FangornOsnova dalšího průběhu války. V následující knize byl zveřejněn dodatek této kapitoly (Addendum to 'The Treason of Isengard').
XXVI. The King of the Golden HallVýpravná verze kapitoly Král ze Zlaté síně.
Appendix on RunesElfí abecedy.

## The War of the Ring
ForewordPředmluva.

### Part One: The Fall of Saruman
I. The Destruction of IsengardVývoj časových schémat událostí války se Železným pasem.
II. Helm's DeepVýpravná verze kapitoly kapitoly Helmův žleb.
III. The Road to IsengardVýpravná verze kapitoly Cesta k Železnému pasu. Kresby Orthanku.
IV. Flotsam and JetsamOsnova této a následující kapitoly. Vývoj kapitoly Paběrkování.
V. The Voice of SarumanVýpravná verze kapitoly Sarumanův hlas.
VI. The PalantírVýpravná verze kapitoly Palantír.

### Part Two: The Ring Goes East
I. The Taming of SméagolKapitola Zkrocení Sméagola.
II. The Passage of the MarshesPřechod přes Močály. Tři náčrty Cirith Ungol. Mapa Frodovy cesty k Morannonu. Úpravy chronologie.
III. The Black Gate is ClosedKapitola Černá brána je zavřená. Časová synchronizace se zbytkem Společenstva.
IV. Of Herbs and Stewed RabbitKapitola O bylinkách a dušeném králíku. Časová synchronizace se zbytkem Společenstva.
V. FaramirText kapitoly nyní zvané Okno na západ.
VI. The Forbidden PoolOsnova a stručná verze kapitoly Zapovězená tůň.
VII. Journey to the Cross-roadsKapitola Cesta ke Křižovatce. Mapa Minas Morgul a Křižovatky.
VIII. Kirith UngolVývoj textu později rozděleného do tří kapitol čtvrté knihy: Schody Cirith Ungolu, Doupě Oduly a Mistr Samvěd váhá. Plánek doupěte Oduly. Plánek průsmyku.

### Part Three: Minas Tirith
I. Addendum to 'The Treason of Isengard'Neuvedená část rukopisu logicky patřící do předchozí knihy do kapitoly The Story Foreseen from Fangorn.
II. Book Five Begun and AbandonedPátá kniha započata, napsány kapitoly 1 a 3 (Minas Tirith a Přehlídka Rohanských), následovala roční pauza. Nákres Šeré brázdy. Osnova zbytku příběhu. Plánek Brázdné doliny. Nákres Minas Tirith. Mapa Bílých hor a jižního Gondoru. Fáze měsíce v obou větvích příběhu.
III. Minas TirithOsnova 5. knihy. Nová verze textu kapitoly Minas Tirith. Mapa Minas Tirith a Mindolluiny.
IV. Many Roads Lead Eastward (1)
V. Many Roads Lead Eastward (2)
VI. The Siege of Gondor
VII. The Ride of the Rohirrim
VIII. The Story Foreseen from Forannest
IX. The Battle of the Pelennor Fields
X. The Pyre of Denethor
XI. The Houses of Healing
XII. The Last Debate
XIII. The Black Gate Opens
XIV. The Second Map